# 添馬

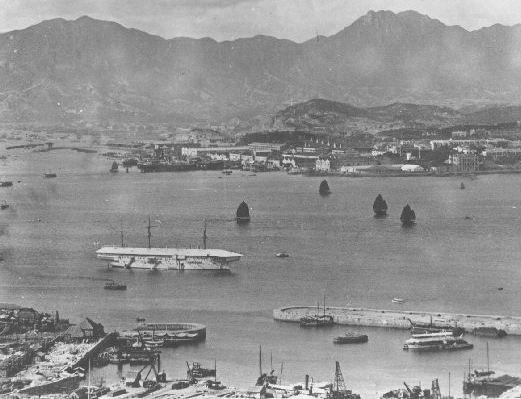
海軍造船所に停泊するテイマー号（白い船）（1905年）

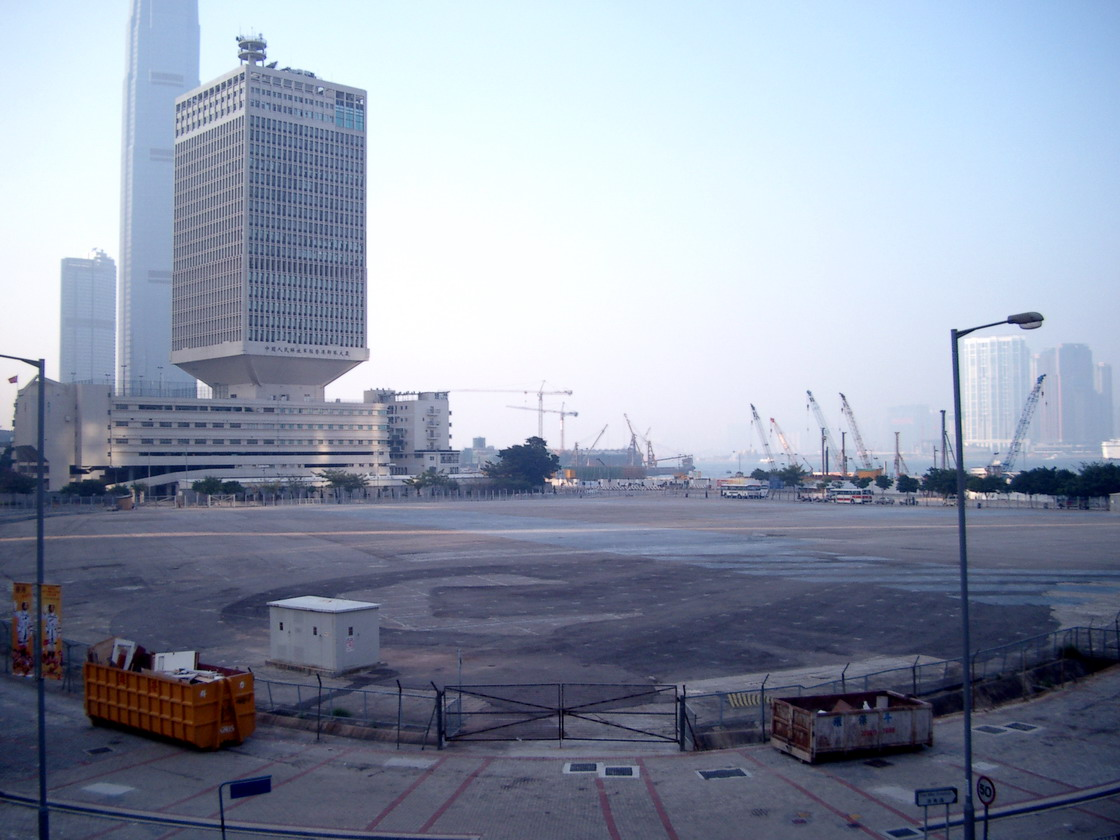
2005年の添馬。背景に人民解放軍本部がある。

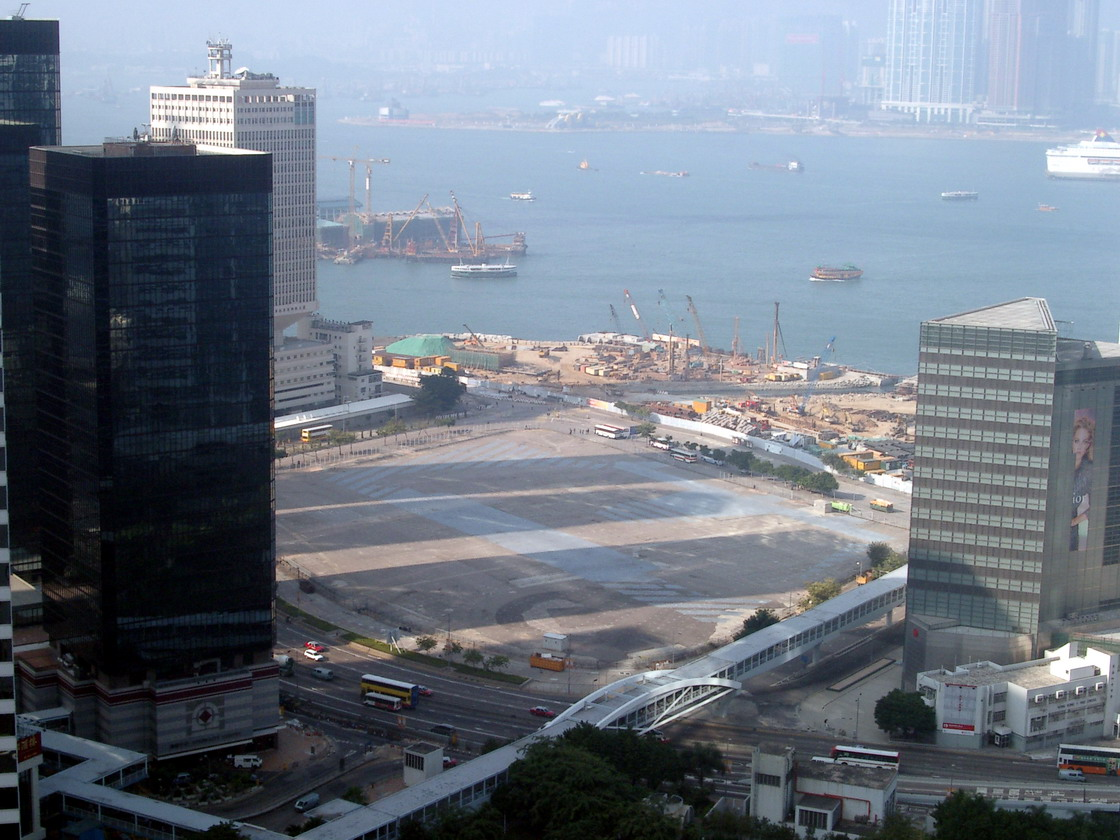
2005年の添馬全景

添馬（テイマー、Tamar）または添馬艦（テイマーかん）は、金鐘に位置する香港の行政上の中心地である。香港の立法会と香港の行政府の本部である。香港島の中環の湾港に面していて、添馬という言葉は、しばしば香港特別行政区政府に対する換喩として用いられている。
東に向かっては香港コンベンション・アンド・エキシビション・センターなどの文化施設や展示施設に繋がり、南に向かっては金融や商業、観光の中枢に繋がり、西南に向かっては歴史的価値や伝統的な価値が豊富な花園道に繋がっている。
香港の空き地で最も高価な場所は、嘗て市場で243億ドル（1平方フィートあたり9000ドル）の価値があったが、この土地は政府の新しい本部や非常に有益な事務所、小売業者の空間と湾港の公開緑地などの異なる分野の計画を呼び寄せた。最近の利用状況から、この言葉はこの地域の立法府や行政府の代名詞に用いられている。

## 歴史
テイマー号は1897年に香港に到着したイギリスの艦船で、1941年に第二次世界大戦で日本に占領されるまで香港に留まった。海軍の指揮下にある艦船に配属された者のみが海軍軍人として扱われるというイギリス海軍の規則に形式的に従うため、テイマー号はイギリス海軍守備隊員の名目上の所属船となり、この地域がストーン・フリゲートとしてテイマー（添馬）と呼ばれるに至った。香港返還前のイギリス守備隊は実際には、敷地の一画の基地にあるプリンス・オブ・ウェールズビル（現在の中国人民解放軍駐香港部隊ビル）に駐屯した。

## 過去の利用例

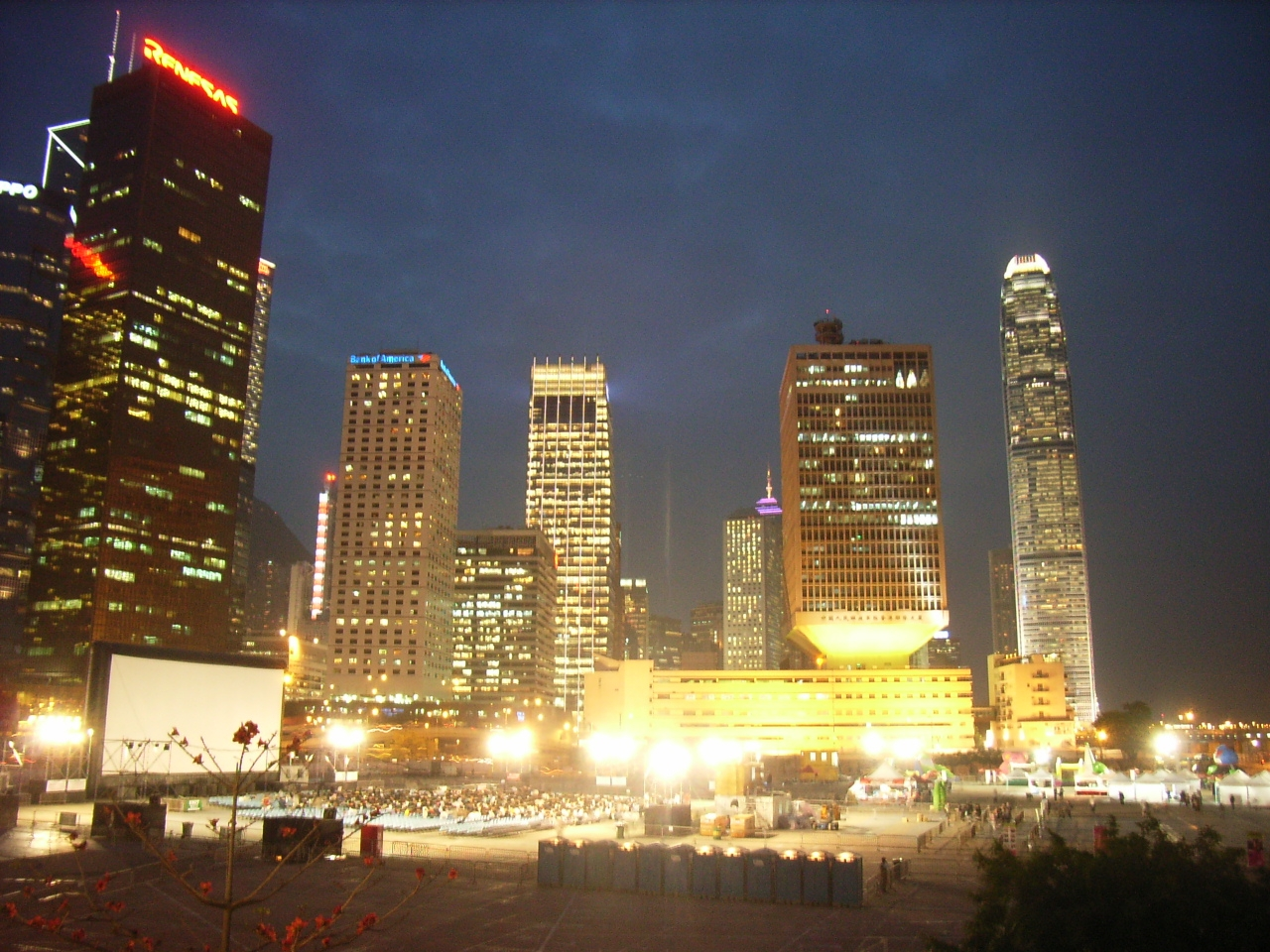
添馬で2006年に挙行された香港国際映画祭

展覧会とミュージカルや劇場公演などの数多くの大規模な催し物が嘗て添馬で行われた。数例を揚げると、シルク・ドゥ・ソレイユによるサルティンバンコや毎年の香港製造展覧会、香港国際映画祭、失敗に終わった「港湾祭」がある。全域が2005年と2006年に遊園地になった。

### コンサート開催地
添馬は貧弱な音楽行事の記録のために大衆からの強い批判の的であった。2003年、香港特別行政区政府はSARS流行によりもたらされた経済危機から香港を救う目的で、「港湾祭」と題した主要なコンサートを立案する計画を立てた。「途轍もなく貧弱な計画」と看做されたためにコンサートは重大な批判にさらされた。2003年10月25日、アイルランドのポップグループウエストライフがアルバムザ・グレイテスト・ヒッツ アンブレイカブルを支えるアンブレイカブルツアーのためにコンサートを開いた。

### 輸送機関処理センター

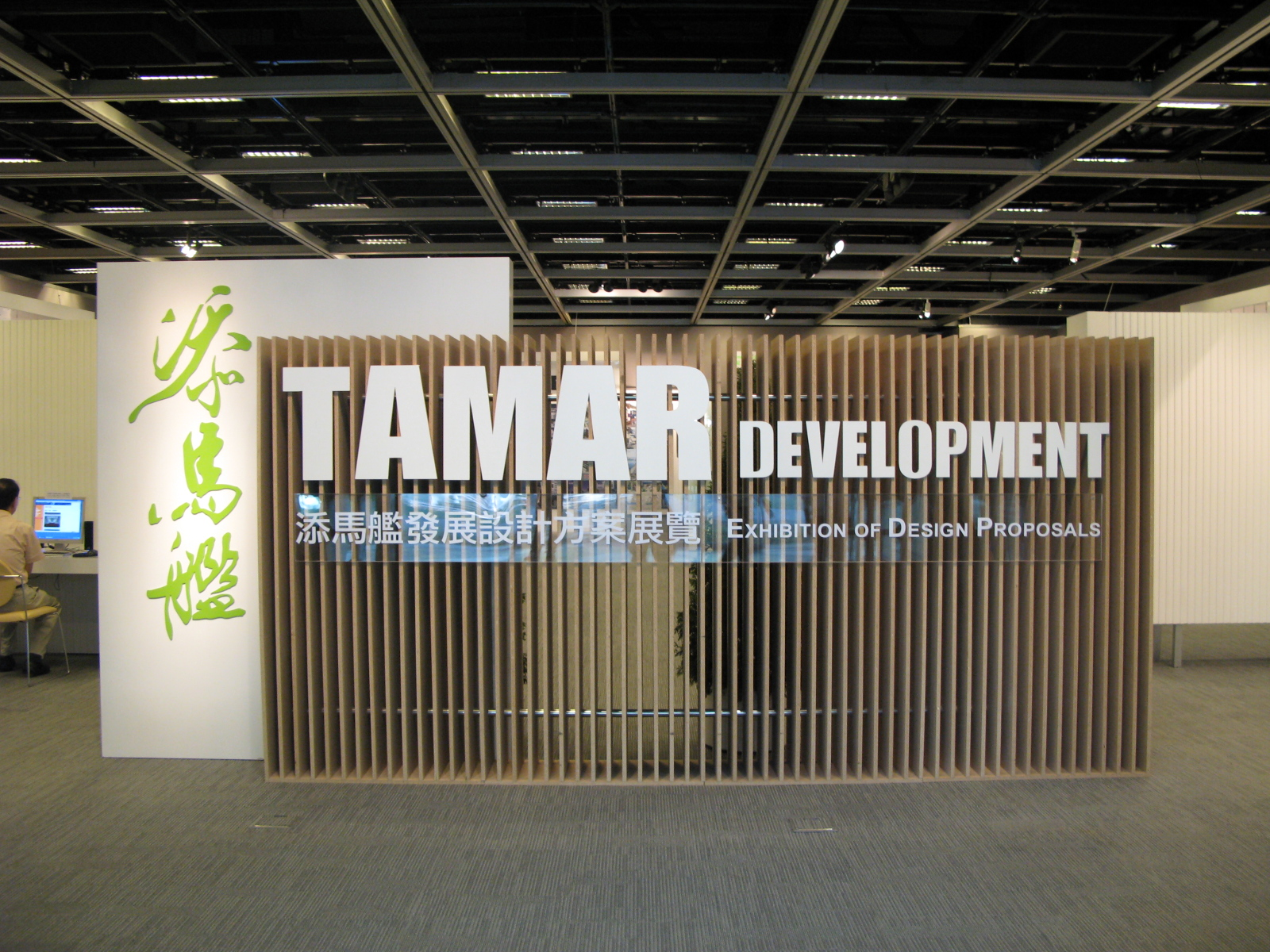
2007年の添馬開発計画展覧会

添馬は世界貿易機関第6回大臣級会議に異議申し立てをしに香港に向かう数十の団体を代表する非政府組織（NGO）世界貿易機関を監視する民間連盟会員により抗議活動の拠点の一つとして提案された。会合が開かれた香港コンベンション・アンド・エキシビション・センターが見えることから添馬が提案された。
しかし政府はこの提案を断り、この場所はその代わりに専ら会合の期間中輸送機関処理センターとして用いられた。1日当たり1000台を超す車が会場に行き来した。車と運転者、乗客は全て会場に入る許可を得る前に保安証明の為に添馬で安全確認作業を受けなければならなかった。

## 現在の利用

### 政府機関

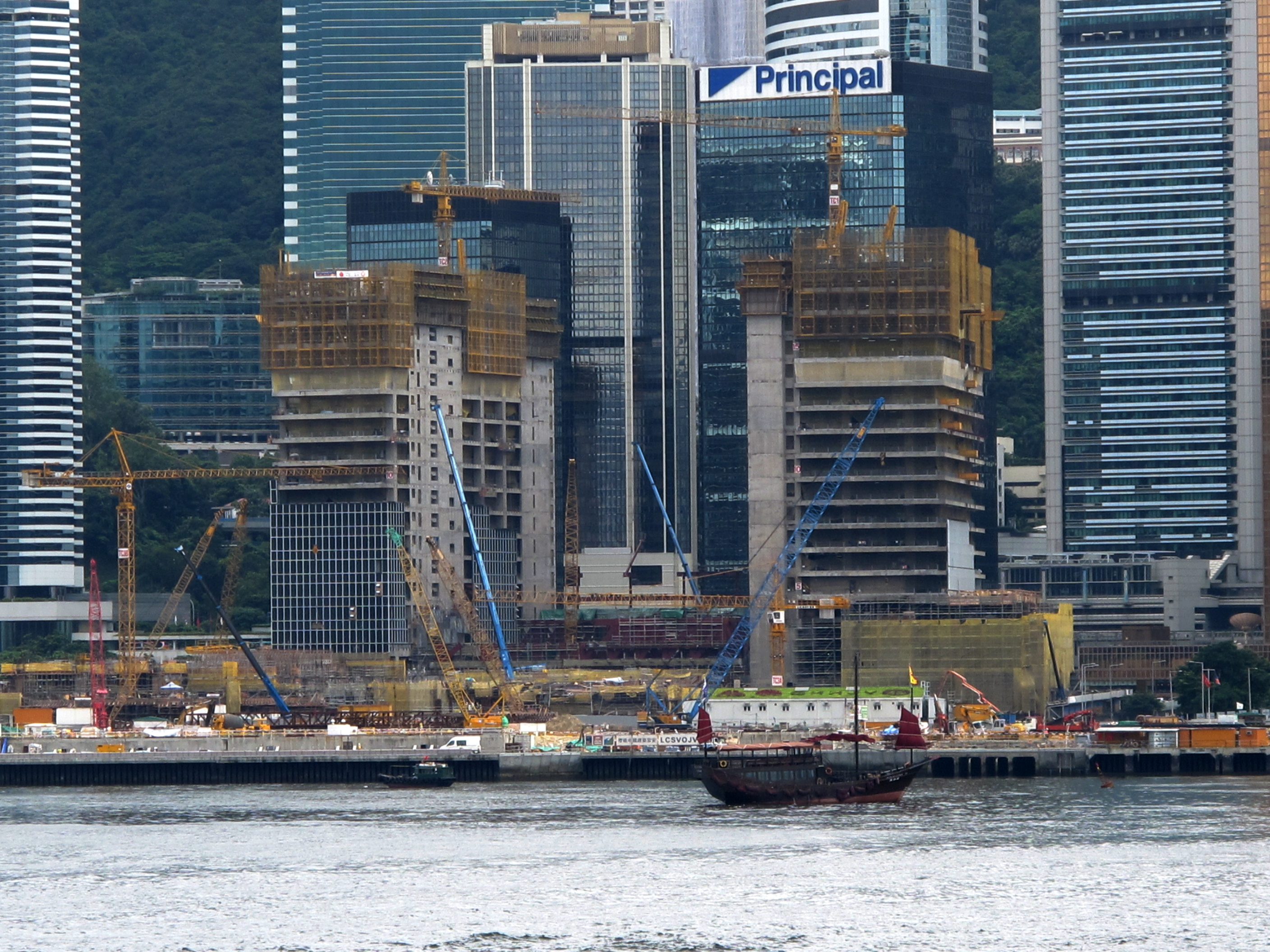
2010年6月に建設中の新しい政府機関

香港特別行政区政府は（嘗て政治山にあった）中央官舎や香港特別行政区立法会、行政長官執務室を香港特別行政区総合庁舎に移した。政府はSARS下の厳しい経済傾向の為に2003年11月に添馬プロジェクト開発を中断させた。
4.2ヘクタールの内2ヘクタールが52億ドルの開発計画のレクリエーション用地として用いられるように確保され、この空間は現在添馬公園として知られる公共公園になっている。残りは政府の建物に使われている。政府部局の殆どが（合わせて政府事務局と呼ばれる）香港特別行政区立法会同様に様々な場所から新しい総合庁舎に移動した。伝統的な英国様式である互いが向き合って座る議場ではなく、代わりに中央に演説者のいるやや段状になった円形の北京市の人民大会堂のような座席構造を採用した。
ファー・イースト・フィナンシャル・センターや金鐘、リッポーセンター、ユナイテッドセンター、パシフィック・プレイスのオフィス棟、アイランド・シャングリ・ラ 香港、コンラッド・ホテルから港を見続けられることを保証するために、政府の建物の高さは、130メートルから180メートルに制限された。
政府は計画から展示会場を削除することを決定した。2004年、政府は年に2回、合わせて3年間大規模な見本市用に一時的な会場として土地を賃借りできることを香港貿易発展局に約束していた。元々香港ギフト＆プレミアム・フェアと香港エレクトロニクス・フェアは、アジア最大の供給先を確保する見本市になる計画の下で年に1回添馬で展示会を開催することになっていた。政府は添馬の開発熱を下げ計画に起因する交通インフラの効果を緩和するために展示会に使用することを止める決定をした。
計画の契約は、1月28日に締結され、工事は2008年2月半ばに開始し、2011年に終了した。計画には3000人が従事した。
最初に添馬の新しい執務室に移動することを記念する商業発展及び経済発展局の商業、工業及び環境部の職員の参加する行事を祝う国旗掲揚式が2011年8月1日に行われた。

### 批判
香港企画師学会のような団体は、添馬を政府の総合庁舎に変えるべきではないと考えた。添馬が文化や金融、観光に関連した独特な場所であるため、政府の総合庁舎の代わりに政治や経済、文化、娯楽に関連した目的に使うべきだと考えた。